# Wilhelm von Ahlefeldt

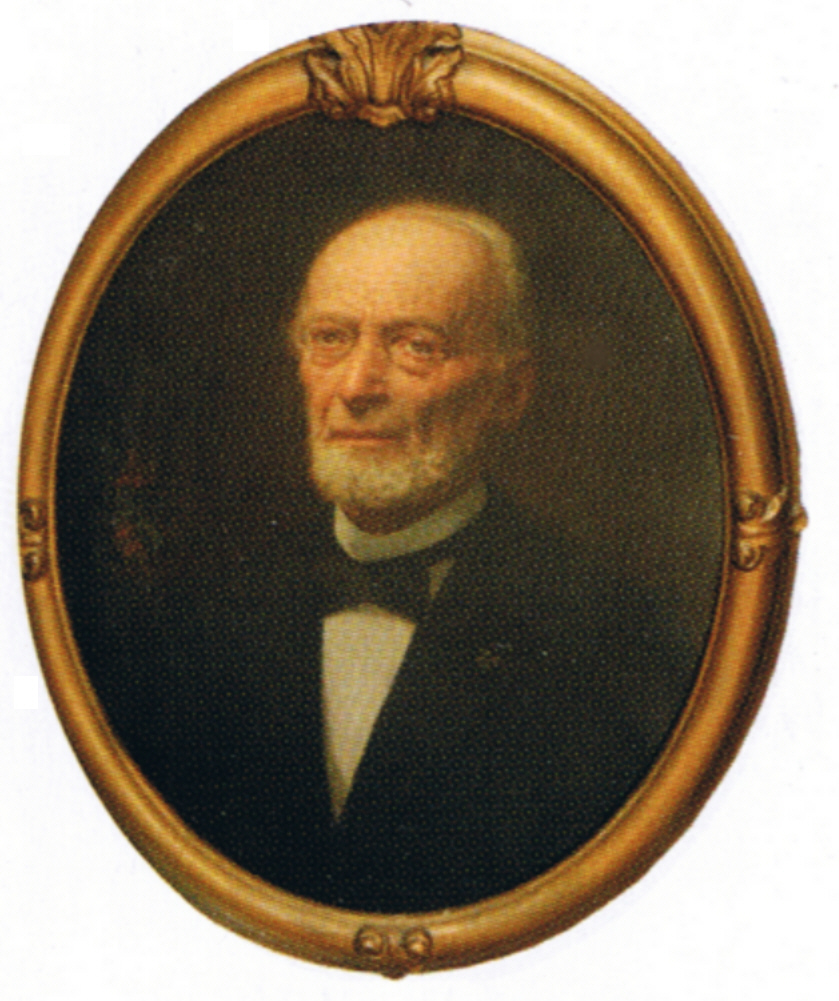
Wilhelm von Ahlefeldt (1818–1897), Gemälde von Rudolf Huthsteiner

Carl Wilhelm von Ahlefeldt (auch: Wilhelm von Ahlefeld) (* 1818; † 5. Februar 1897) war Gutsherr des Adligen Gutes Treuholz und Propst des Klosters Uetersen.

## Familie
Wilhelm war der Sohn von Friedrich von Ahlefeldt (1785–1864) und dessen Ehefrau Elisabeth von Klöcker (1791–1879). Er heiratete am 6. Februar 1849 in Kiel Albertine Ackermann (1821–1896), mit der er zwei Söhne hatte:
- Friedrich (1849–1917) ⚭ Sophie von Buchwaldt (1855–1914)
- Hunold (1851–1919) ⚭ 1885 Margarethe Mießner (1863–1913)

## Leben
Er war zunächst von 1848 bis 1852 Polizeimeister in Schleswig und bis 1872 Landrat und Oberbürgermeister in den Herzogtümern. Danach wurde er Wirklicher Geheimer Rat und Mitglied der Regierung in Plön. Von 1872 bis 1895 war von Ahlefeldt Landesdirektor und Landeshauptmann der Provinz Schleswig-Holstein und gleichzeitig für die Ständische Bibliothek zuständig. Er war 23 Jahre, bis zum Tod, Präsident der Gesellschaft für Schleswig-Holsteinische Geschichte, wo er maßgebend bei der Erforschung der Landesgeschichte beteiligt war. Wilhelm von Ahlefeldt veröffentlichte dabei bislang unbekannte historische Dokumente und Urkundensammlungen.

## Klosterpropst zu Uetersen
Am 22. Juli 1863 wurde von Ahlefeldt zum Klosterpropst des Klosters in Uetersen gewählt. Wenige Monate nach seiner Amtsübernahme wurden die Herzogtümer Schleswig und Holstein als Provinz Schleswig-Holstein in den preußischen Staat eingegliedert. Das Kloster Uetersen unterstand jetzt nicht mehr der königlichen Regierung in Kopenhagen, sondern derjenigen in Berlin. Am 13. Januar 1870 wurde Uetersen zur Stadt erhoben und bemühte sich nun um einen Anschluss an die Eisenbahnstation der Altona-Kieler Eisenbahn-Gesellschaft in Tornesch und plante eine eigene Pferdebahn von dort nach Uetersen, nach dem die Fuhrleute und Getreidehändler, die um ihre Geschäfte fürchteten, den direkten Anschluss an die Eisenbahnlinie verhindert hatten. Der Uetersener Klosterpropst beauftragte seinen Klostersyndikus Carl Friedrich Hermann Klenze, die Interessen des Klosters wahrzunehmen. Bei den Verhandlungen mit der Eisenbahn-Gesellschaft erkannte man sehr schnell, welche einmalige Chance die Stadt nicht genutzt hatte und man versuchte gemeinsam mit Wilhelm von Ahlefeldt die Eisenbahn-Gesellschaft davon zu überzeugen, die Strecke doch noch nach Uetersen zu verschwenken, obwohl die bereits mit dem Bau der Schienentrasse begonnen hatte. Die Bemühungen waren jedoch erfolglos. Aufgrund der erfolglosen Verhandlungen mit Eisenbahn-Gesellschaft förderte er nun zusammen mit dem Agrarwissenschaftler Ludwig Meyn und den damaligen Bürgermeister Ernst-Heinrich Meßtorff den Bau der Uetersener Pferdebahn und wurde erster Vorsitzender dieser Aktiengesellschaft. Wilhelm von Ahlefeldt warb sehr für den Erwerb von Aktien dieser Aktiengesellschaft „denn es sei schuldige Rücksichtnahme, sich bei einem Unternehmen zu beteiligen, welches den Wohlstand jenes Ortes zu befördern wesentlich beitragen wird“. Von Ahlefeldt war bis zum 1. Februar 1891 Klosterpropst in Uetersen, sein Nachfolger wurde Otto von Moltke.